# Saddle River
Saddle River – miasto w Stanach Zjednoczonych, w stanie New Jersey, w hrabstwie Bergen. W 2010 roku liczyło 3152 mieszkańców.